# N-メチルメタンイミン
N-メチルメタンイミン（英語: N-methylmethanimine）は、化学式が CH3N=CH2 で表される、イミンに結合したメチル基を含む反応性化合物である。分単位で自己反応を起こし、三量体の1,3,5-トリメチル-1,3,5-トリアジナンとなる。N-メチルメタンイミンは、大気中においてジメチルアミンとトリメチルアミンの酸化により生成する。N-メチレンメタンアミンとも呼ばれる。

## 合成
N-メチルメタンイミンはジメチルアミンから2段階で製造できる。まず、固体のN-クロロスクシンイミドで窒素原子を塩素化し、次にカリウム tert-ブトキシドで90℃で処理する。または、熱分解によって直接合成することもできる。
三量体の1,3,5-トリメチル-1,3,5-トリアジナンを450℃に加熱して合成することもできる。
トリメチルアミンは515℃でメタンとN-メチルメタンイミンに分解する。

## 天然での発生
N-メチルメタンイミンは、ジメチルアミンおよびトリメチルアミンの酸化分解で大気中で生成されるはずである。これらは10億分の1という濃度で発生する。しかし、N-メチルメタンイミンは検出されない。これは三量体を形成し、雲粒などの粒子に吸着され、加水分解してメチルアミンとホルムアルデヒドを形成するためと考えられる。

## 性質
N-メチルメタンイミン分子はCs対称である。赤外線スペクトルとマイクロ波スペクトルが観測される。
結合長は、C=N結合が1.279 Å、N-C結合が1.458 Åで、C=N-Cの角度は116.6°である。
電気双極子モーメントは1.53デバイである。
535℃に加熱すると、シアン化水素（HCN）とメタン（CH4）に分解する。
400 - 550℃の間で、環状アミンのアジリジンはN-メチルメタンイミンとエタンイミンの混合物に分解する。